# マナス (小惑星)
マナス (3349 Manas) は、小惑星帯の小惑星。クリミア天体物理天文台でニコライ・チェルヌイフが発見した。
9世紀から10世紀の間に作られ、歌手たちによって伝承されたキルギスの英雄叙事詩、『マナス』(en:Epic of Manas) から命名された。